# 彭纳圣乔瓦尼
彭纳圣乔瓦尼（義大利語：Penna San Giovanni）是意大利马切拉塔省的一个市镇。总面积28平方公里，人口1185人，人口密度42.3人/平方公里（2009年）。ISTAT代码为043035。